# Dongcun (socken i Kina, Shandong, lat 36,78, long 121,16)
Dongcun (kinesiska: 东村街道, 东村) är en socken i Kina. Den ligger i provinsen Shandong, i den östra delen av landet, omkring 370 kilometer öster om provinshuvudstaden Jinan. Antalet invånare är 79 039. Befolkningen består av 39 315 kvinnor och 39 724 män. Barn under 15 år utgör 12,0 %, vuxna 15-64 år 77 %, och äldre över 65 år 10,0 %.
Genomsnittlig årsnederbörd är 730 millimeter. Den regnigaste månaden är juli, med i genomsnitt 224 mm nederbörd, och den torraste är januari, med 14 mm nederbörd.